# Bhinga
Bhinga är en stad i den indiska delstaten Uttar Pradesh, och är den administrativa huvudorten för distriktet Shrawasti. Staden hade 23 780 invånare vid folkräkningen 2011.